# Прошак, Олег Иванович
Олег Иванович Прошак (укр. Олег Іванович Прошак, род. 6 ноября 1983, Днепропетровск) — украинский тяжеловес, мастер спорта Украины международного класса. В середине апреля 2015 года выиграл чемпионат Европы по тяжелой атлетике в супертяжелом весе (+ 105 кг), однако затем провалил допинг-тест и был лишен звания чемпиона.

## Спортивная карьера

### Результаты выступлений
| Год  | Соревнования      | Место проведения | Весовая категория | Рывок  | Толчок | Сумма двоеборья | Место |
| 2011 | Чемпионат Украины |                  | свыше 105 кг      |        |        |                 | 1     |
| 2011 | Кубок Украины     | Луцк             | свыше 105 кг      | 195 кг | 235 кг | 430 кг          | 1     |
| 2015 | Чемпионат Европы  | Тбилиси          | свыше 105 кг      | 200 кг | 235 кг | 435 кг          | DSQ   |